# 경장
경장(經藏, 팔리어: suttapiṭaka 또는 Sutta Pitaka 숫타 피타카, 산스크리트어: सूत्र पिटक Sūtra Piṭaka 수트라 피타카)은 경(經: Sutra)을 집대성한 것이다. 경은 고타마 붓다가 가르친 교법(敎法)을 가리킨다. 옛날에는 경장이 9분교(九分敎), 12부경(十二部經)으로 분류되었다고 하는데, 일반적으로는 4아함(四阿含), 5부(五部)로 조직되어 있다.

## 12부경
| 장아함                        | 의역                              | 음역                              | 산스크리트어  | 팔리어                |
| ----------------------------- | --------------------------------- | --------------------------------- | ------------- | --------------------- |
| 관경(貫經)                    | 계경(契經)                        | 수다라(修多羅)                    | sūtra         | sutta                 |
| 기야경(祇夜經)                | 중송(重頌)                        | 기야(祈夜)                        | geya          | geyya                 |
| 수기경(受記經)                | 기답(記答) 기별(記別)             | 화가라(和伽羅) 화가라나(和伽羅那) | vyākaraṇa     | vyākaraṇa veyyākaraṇa |
| 게경(偈經)                    | 고기송(孤起頌)                    | 가타(伽陀)                        | gātha         | gāthā                 |
| 법구경(法句經)                | 감흥게(感興偈) 자설(自說)         | 우타나(優陀那)                    | udāna         | udāna                 |
| 상응경(相應經)                | 여시어(如是語) 본사(本事)         | 이제목다가(伊帝目多伽)            | itivṛttaka    | itivuttaka            |
| 본연경(本緣經)                | 본생담(本生譚)                    | 사다가(闍多伽)                    | jātaka        | jātaka                |
| 광경(廣經)                    | 방광(方廣) 방등(方等)             | 비부라(毘富羅)                    | vaipulya      | vedalla               |
| 미증유경(未曾有經)            | 미증유법(未曾有法) 희법(稀法)     | 아부다달마(阿浮多達磨)            | adbhūtadharma | abbhutadhammā         |
| 천본경(天本經)                | 인연담(因緣譚)                    | 니타나(尼陀那)                    | nidāna        | nidāna                |
| 비유경(譬喩經) 증유경(證喩經) | 비유(譬喩)                        | 아파타나(阿波陀那)                | avadāna       | apadāna               |
| 대교경(大教經)                | 논의(論議) 축분별소설(逐分別所說) | 우파제사(優波提舍)                | upadeśa       |                       |

## 4아함
4아함(四阿含)은 《장아함(長阿含)》·《중아함(中阿含)》·《잡아함(雜阿含)》·《증일아함(增一阿含)》의 4종의 《아함경》(阿含經)을 가리킨다. "아함(āgama)"이란 문자 그대로는 "전승(傳承)"을 뜻하는데, 스승으로부터 제자에게 전해지고 계승된 것, 즉 고타마 붓다와 그 제자들의 언행록(言行錄)을 총칭한다. 4아함은 불교 교단이 부파로 분열되기 이전에 이미 주로 형식상으로 분류되어 대개 모든 부파가 그 원형을 가지고 있었을 것으로 여겨진다. 현존하는 이들 한역(漢譯) 4아함의 각각은 서로 다른 부파에 의하여 전하여진 것들이다.

## 5부
5부(五部, 팔리어: Nikāya, 니까야)는 남방상좌부(南方上座部)를 통해 현재까지 전해지고 있는 팔리어로 된 다음의 다섯 경전군을 통칭한다.
- 《장부》長部, 팔리어: Dīgha Nikāya, 디가 니까야
- 《중부》中部, 팔리어: Majjhima Nikāya, 맛지마 니까야
- 《상응부》相應部, 팔리어: Samyutta Nikāya, 상윳따 니까야
- 《증지부》增支部, 팔리어: Anguttara Nikāya, 앙굿타라 니까야
- 《소부》小部, 팔리어: Khuddaka Nikāya, 굿다까 니까야

이 중에서《소부》는 고타마 붓다가 입멸한 지 얼마되지 않은 때로부터 기원전 1세기까지 동안에 순차적으로 완성된 것으로 모두 15경으로 되어 있으며 그 중에는 윤리적인 교훈을 담은 《법구경(法句經: 담마파다)》이나 《경집(經集: 숫타니파타)》 등이 포함되어 있다.

## 같이 보기
- 율장
- 논장